# 理財商品
理財商品（りざいしょうひん）とは、主に中華人民共和国において取引される高利回りの資産運用（投資信託）商品。バブル景気時代の日本で流行した「財テク商品」に相当する。

## 概要
銀行で販売される小口で短期の投資信託のような集団投資スキームの商品(銀行理財商品)を指すことが多い。本来、元本保証の無い商品であるが、損失補填がなされることが多く、モラル・ハザードが発生している事や、地方融資平台を通して地方政府による不動産開発等に投資され、バブル経済を引き起こしている点が指摘されていた。その後、規制が強化され、2023年現在では元本保証商品はほぼなくなる一方、理財商品の指す商品も多様化している。

## 規模
中国の理財商品の規模は、2013年の段階で既に約13兆元であった。中国政府は、デフォルトするリスクを抑えるべく規制に乗り出していたが、取引は年々拡大を続けており、2016年末の段階で約29兆1,000億元（約481兆7,000億円）に達していると見込まれている。